# カザノーヴァ・レッローネ
カザノーヴァ・レッローネ(イタリア語: Casanova Lerrone)は、イタリア共和国リグーリア州サヴォーナ県にある、人口約700人の基礎自治体（コムーネ）。

## 地理

### 位置・広がり

#### 隣接コムーネ
隣接するコムーネは以下の通り。括弧内のIMはインペリア県所属を示す。
- ボルゲット・ダッローシャ (IM)
- チェージオ (IM)
- ガルレンダ
- オンツォ
- オルトヴェーロ
- ランツォ (IM)
- ステッラネッロ
- テスティコ
- ヴェッサーリコ (IM)
- ヴィッラノーヴァ・ダルベンガ

### 地震分類
イタリアの地震リスク階級 (it) では、3 に分類される
。

## 行政

### 分離集落
カザノーヴァ・レッローネには、以下の分離集落（フラツィオーネ）がある。
- Borgo, Bosco, Degna, Marmoreo, Vellego